# Pedicelo
Pedicelo é a estrutura, originada da modificação do caule, responsável pela sustentação e condução de seiva para as flores. Conecta-se ao caule ou à raque da inflorescência na base e ao cálice no ápice. Consiste na última divisão do pedúnculo, no que toca ao suporte de inflorescências grupais.
Raramente apresenta ramificações ou estruturas de origem foliar. Na sua ausência, diz-se que as flores são sésseis. O comprimento e a consistência do pedicelo pode influenciar nas características reprodutivas das flores. Em certos vegetais, o pedicelo desenvolve-se após a fecundação da flor e se torna fruta, enquanto o ovário desenvolvido se torna o fruto. Um exemplo disso é o caju, que na verdade é uma fruta, e não o fruto do cajueiro pois não provém do ovário e sim de um "inchaço" do pedúnculo floral.